# Шулюй
Шулюй Пин (кит. 述律平, 878 — 1 октября 953, имя при рождении — Юэлидо (кит. 月里朵)) — вдовствующая императрица киданьской династии Ляо, жена и соратница её основателя Абаоцзи, также известного как Елюй Амбагай. Она участвовала в военных конфликтах и принимала важные политические решения. После смерти Елюя Амбагая императрица Шулюй стала регентшей и управляла государством. Вероятно, она также была причастна к изменению порядка престолонаследия у киданей.

## Биография

### Происхождение и ранние годы
Будущая императрица родилась в 878 году и была уйгурского происхождения.  Согласно «Ляо ши», её отдалённый предок Шулюй Носы (кит. 述律糯思) был уйгуром по происхождению. Её отца звали Шулюй Погу (кит. 述律婆姑), второе имя его было Юэвань (кит. 月碗). Как сообщается в сочинении XII века «Истории государства киданей» автора Е Лун-ли, он служил киданьскому кагану из рода Яонянь в должности ачжаеэчжи (то есть ключника). Мать Шулюй, согласно «Ляо ши», была дочерью князя Юньдэцзя (кит. 勻德恝), то есть дедушки её будущего мужа по материнской линии. Шулюй появилась на свет в землях большого правого кочевья. Её киданьское имя было Юэлидо (кит. 月里朵). Впоследствии она также получила китайское имя Пин (кит. 平), под которым и вошла в историю. Год, в котором Елюй Амбагай и Шулюй поженились, точно неизвестен, однако это должно было случиться до 907 года. В то время кидани подчинялись уйгурам. Предположительно, Елюй Амбагай женился на уйгурской девушке, чтобы ее родственные связи помогли ему. У них родились сыновья Елюй Туюй, Елюй Яогу, Елюй Хунгу и дочь Елюй Чжигу. Согласно «Истории государства киданей», Шулюй Пин участвовала в военных столкновениях и выходила из них победительницей. Однажды, когда Абаоцзи был в походе на племя дансянов, его отсутствием решили воспользоваться два шивэйских племени, хуантоу и сюбо. Они объединили свои силы для нападения на кочевье Абаоцзи. Но, узнав об их приближении, Шулюй возглавила оставшиеся войска. Она позволила противнику подойти поближе, а потом повела эти войска в атаку и наголову разбила хуантоу и сюбо. 

### Императрица
Согласно одному из вариантов, описывающих приход Елюя Амбагая к власти, к этому была причастна и Шулюй Пин. В те времена будто бы вождь каждого из восьми киданьских племён поочерёдно получал власть и надо всеми остальными племенами, но только на три года. Когда этот срок истекал, действующий «вождь над вождями» обязан был передать верховную власть своему коллеге из другого племени. Елюй Амбагай изменил этот обычай. Чтобы не передавать должность «вождя над вождями» дальше по цепочке, он по совету Шулюй Пин пригласил остальных вождей на пир, напоил их и приказал своим воинам перебить их. После этого Елюй Амбагай стал единственным правителем киданей.
После того, как Елюй Амбагай в 916 году объявил себя вдобавок ещё и императором, Шулюй Пин тоже стала императрицей и получила титул «Ди-хуанхоу», то есть «Императрица, поставленная по воле Земли» (кит. 地皇后). В 917 г. она получила новый титул — «Ин-тянь да-мин ди хуанхоу» (кит. 應天大明地皇后). В 921 году генерал Лу Вэньцзинь, перебежавший из империи Цзинь к киданям, посоветовал Елюю Амбагаю напасть на свою бывшую родину. В том же самом году произошёл переворот в области Чжэнчжоу, официально принадлежащей Цзинь. Правитель соседней области, Динчжоу, начал опасаться за своё собственное положение и прислал к Елюю Амбагаю своего сына, чтобы предложить ему захватить Чжэнчжоу. Елюй Амбагай согласился на это предложение, хотя императрица Шулюй уговаривала его отказаться от этого намерения. В результате, после нескольких успехов он всё-таки потерпел поражение от Ли Цун-сюя и был вынужден отступить.

### Вдовствующая императрица
В 926 году Елюй Амбагай умер. Согласно обычаям киданей,  вдова должна была либо принести себя в жертву,  либо прибегнуть к левирату. В киданьском варианте это означало выйти замуж за младшего брата или же младшего двоюродного брата умершего мужа. По одной из версий, излагаемых Е Лун-ли, Шулюй пыталась несколько раз покончить с собой вскоре после смерти Абаоцзи. Но, поскольку её смерть очень огорчила бы её детей, Шулюй ограничилась тем, что отрубила кисть своей правой руки и положила её в гроб своего мужа. По другой из версий Е Лун-ли, после cмерти мужа Шулюй развернула настоящий террор среди киданьской знати. Согласно Е Лун-ли и Оуян Сю, она приказала убить многих из вождей. Расправы с неугодными продолжались и впоследствии. Как сообщает далее Е Лун-ли: «Если среди приближённых оказывались жестокие и коварные лица, императрица говорила им: «Доложите за меня [о своих действиях] покойному императору», после чего подводила их к могиле и убивала. Количество убитых в разное время исчислялось сотнями». Один из тех, кого Шулюй хотела "отправить к своему покойному мужу" из-за споров о престолонаследии, возразил, что: «нет никого ближе вас». На что она ответила, что не отказывается последовать за мужем, но не может этого сделать из-за малолетства детей.  Затем она отрубила кисть руки и положила её в могилу. После этого случая императрицу Шулюй прозвали «Императрица с отрубленной рукой». 
Следующим императором киданей должен был стать старший сын Елюя Амбагая и Шулюй, Елюй Туюй, которого видел своим наследником Абаоцзы. Тем не менее, Шулюй хотела видеть на престоле своего второго сына, Елюя Яогу. В конце концов, она разыграла перед киданьской знатью маленький спектакль, воспользовавшись тем, что первоначально правители киданей были выборными. Шулюй приказала обоим претендентам сесть на коней перед юртой и заявила собравшимся вождям киданей, что одинаково любит обоих сыновей, и не знает, кого же из них следует возвести на престол. После этого она предложила присутствующим самим выбрать себе нового императора из двух претендентов. Будучи в курсе её предпочтений, вожди выразили желание возвести на престол Елюя Яогу. После этого Шулюй наконец объявила своего второго сына императором (тронное имя Тай-цзун). Что касается Елюй Туюя, то он с несколькими сотнями верных ему воинов решился бежать в империю Поздняя Тан, но его перехватили на границе. Императрица Шулюй не стала его наказывать, а сослала его в государство Дундань, созданное её покойным мужем на территории Бохая и подчинённое Ляо.
По мнению нескольких российских историков, Шулюй предпочитала видеть следующим императором именно Елюя Яогу потому, что её старший сын слишком уж увлекался китайской культурой. Согласно «Ляо ши», Елюй Туюй действительно не только превосходно говорил, читал и писал и по-китайски, но даже переводил на свой родной язык даосские философские труды. 
После возведения Елюя Яогу на престол в качестве императора императрица Шулюй приняла управление государством в качестве регентши, получив почётное звание «вдовствующая императрица». Император Тай-цзун не принимал ни одного важного решения без её одобрения. Императрица Шулюй также выдала за него замуж свою племянницу Сяо Вэнь, дочь своего младшего брата Шилу. Впоследствии киданьские императоры в основном заключали браки только с представительницами этого клана. Первоначально он назывался «Шулюй», но, по решению Елюя Амбагая, название этого клана было изменено на «Сяо».
В 947 году, во время похода похода на Позднюю Цзинь, император Тай-цзун умер. Когда гроб с его телом был доставлен в государство киданей, Шулюй не стала плакать, как этого следовало бы ожидать от матери, потерявшей сына, а всего лишь сказала, что устроит его похороны только после того, как все кочевья вновь будут успокоены и объединены .
В государстве киданей снова началась борьба за власть. Военачальники, которые участвовали в походе на Позднюю Цзинь вместе с покойным Тай-цзуном, решили самостоятельно возвести на престол сына Туюя, Елюя Уюя. Несмотря на противоречия, которые возникали у императора с его отцом, Уюй сопровождал Елюя Яогу в последнем походе на Позднюю Цзинь и был его любимцем .
Тем не менее, вдовствующая императрица пошла против своего внука. По мнению некоторых исследователей, она предпочла бы видеть на троне своего третьего сына, Елюя Хунгу . Но, судя по «Истории государства киданей», предпочтительным кандидатом на престол для неё был сын только что скончавшегося Тай-цзуна. Так или иначе, но Шулюй выступила на север во главе тех войск, что ещё оставались у неё и двинулась навстречу Елюю Уюю, который вернулся на земли империи Ляо во главе своих собственных сторонников. Но в битве у Шицяло, из-за предательства военачальника Ли Янь-тао, ранее находившегося на службе у династии Поздняя Цзинь, императрица Шулюй потерпела поражение . 
После этого обе стороны начали переговоры. По их результатам, Елюй Уюй вступил в столицу уже как третий император. Свою бабушку он сослал, поселив её на берегу реки Модахэ, около могилы Елюя Амбагая. Императрица Шулюй скончалась 1 августа 953 года. После смерти ей был пожаловано посмертное имя «императрица Чжэнь-ле», изменённое в 1052 г. на «императрица Чунь-цинь».

## Личность
Согласно «Истории государства киданей», Шулюй Пин «отличалась смелостью и гибкостью в решениях сообразно с обстановкой. Всегда принимала участие в обсуждении планов Тай-цзу». Шулюй приобрела огромную власть ещё при жизни своего мужа. Во время военных походов она поддерживала порядок в киданьских землях. У неё было даже своё собственное войско из 200 000 человек. Интянь  умела находить талантливых администраторов и военных и продвигать их.
Кроме того, она была очень гордой женщиной и обладала большим чувством собственного достоинства. Как рассказывается в «Истории государства киданей», Шулюй отказалась совершать поклон перед матерью и свекровью, заявив, что «кланяется только Небу».